# Acropora russelli
Acropora russelli е вид корал от семейство Acroporidae. Видът е световно застрашен, със статут Уязвим.

## Разпространение
Разпространен е в Австралия, Индия, Индонезия, Малайзия, Сингапур, Тайланд, Филипини и Шри Ланка.

## Описание
Популацията на вида е намаляваща.